# Religión en Melena del Sur
El catolicismo ha sido la religión predominante en el municipio de Melena del Sur, Cuba. Otras manifestaciones religiosas han pasado a formar parte de la idiosincrasia de los habitantes de la zona, tales como la Iglesia Bautista, Misionera de Dios, Adventistas del Séptimo Día y Pentecostal entre otras.

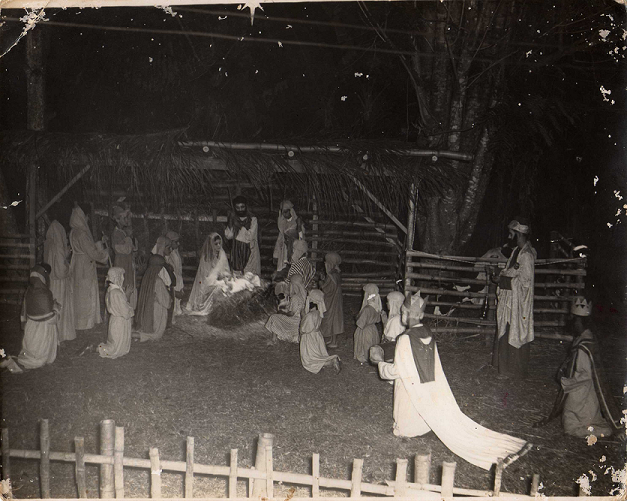
Representación sobre el nacimiento de Jesucristo en el Batey del Central Mañalich por sus pobladores - Año 1960

## Iglesia Católica

### Virgen del Rosario

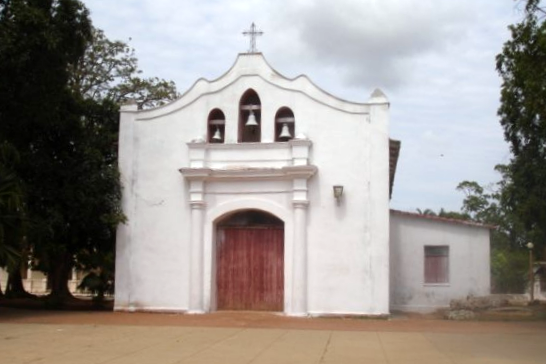
Iglesia Católica de la Virgen del Rosario en Melena del Sur

Su iglesia cuyo santo patrón es la Virgen del Rosario se fundó en 1799. Fue una ermita de yagua y guano dependiente de la parroquia de Guara.

El viernes 9 de septiembre de 2011 durante un recorrido nacional de la imagen de la Virgen de la Caridad del Cobre por toda Cuba hace esta su entrada a tierras melenenses visitando además de la Iglesia del Municipio a poblados como Lechuga, El Central y Guara donde hizo su estancia por algún tiempo hasta continuar su peregrinaje por otras localidades de la provincia. 

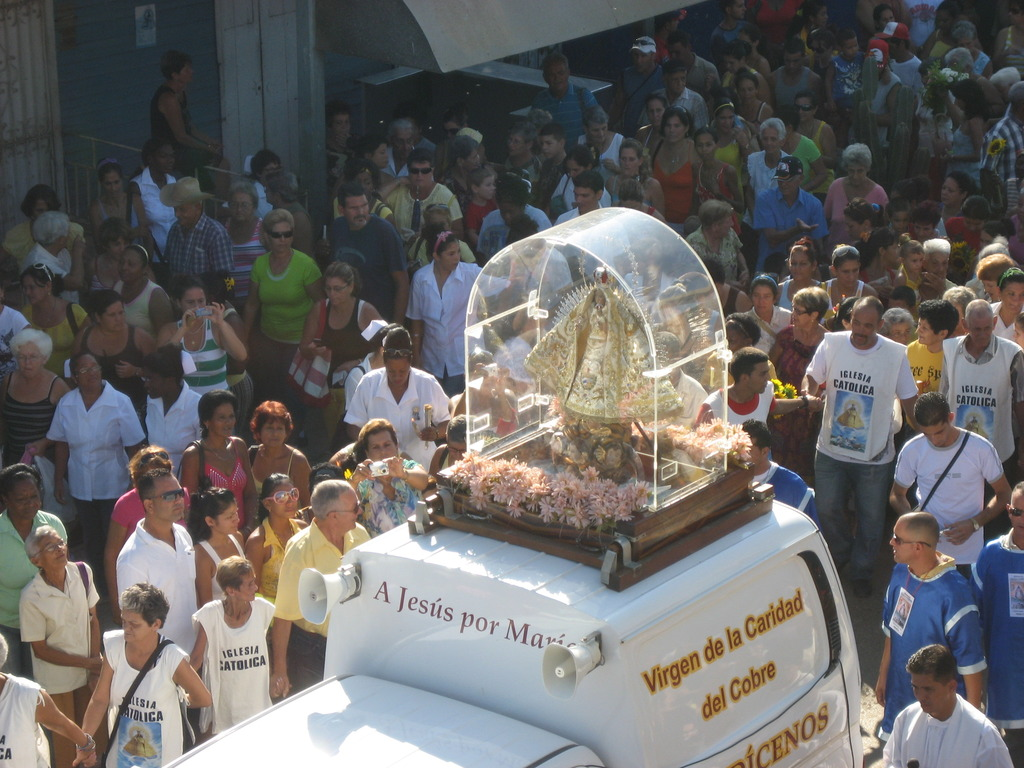
Caridad del Cobre en Melena

#### Detalles de la Iglesia desde su fundación
- El terreno para la construcción de esta Iglesia fue donado por Da. Petrona López. El primer templo se destruyó y entre 1805 - 1806 se construyó un segundo templo al cual le fue donada imagen de la Virgen por el rico terrateniente y vecino del lugar D. Domingo Aciego.[1]
- No fue hasta 1830 que se erigió el templo actual con donativos de la Señora Serafina Cárdenas.
- Sufrió reparaciones mayores en los años 1892 y 1923.
- En el año 1830 tuvo su primer capellán de nombre Dionisio Meneses.
- El 29 de marzo de 1959 el Cardenal Arzobispo Manuel Arteaga y Betancourt la erigió parroquia.
- Su primer cura párroco: Pbro. Ángel Pérez Betancourt. La puso bajo el patrocinio de Nuestra Señora del Rosario y Santo Cura de Ars.
- La imagen de la Virgen que data casi desde su fundación, fue donada por el Señor Domingo Aciego.
- En el año 1980 se desplomó el techo, terminándose la reparación en junio de 1989.
- Se recibieron aportaciones de la Asociación ADVENIAT de Alemania Federal, el Arzobispado y la Comunidad Parroquial de Melena del Sur.
- Se reinauguró el 4 de agosto de 1989 a las 8:30 p. m. presidida por monseñor Jaime Ortega Alamino, Arzobispo de La Habana.

### Santísima Trinidad de Guara
La parroquia de la Santísima Trinidad de Guara está ubicada en el asentamiento del mismo nombre.
Fue una de las primeras erigidas en Cuba en 1779 por Santiago José Echavarría, obispo de Cuba, y se encontraba situada donde se ubica en la actualidad el Cementerio de este asentamiento poblacional. Treinta y cinco años más tarde es trasladada la parroquia hacia donde quedara de forma definitiva, bendecida por Don José María Espada y Landa quien fuera entonces obispo de La Habana. La edificación religiosa tuvo en sus inicios piso de tierra y techo de guano.

#### Detalles de la Iglesia desde su fundación
- En 1920 fue sometida a importantes modificaciones y la incorporación de un reloj de péndulo que costó 1 000 pesos, inaugurado a las 4:00 de la tarde del día 14 de mayo con las primeras campanadas y un gran festejo popular.
- En la última década de los años 70, el sacerdote Casabón mandó quitar del altar piezas de gran valor cultural e histórico.
- A principios de 1959. Como la Ermita que existía en la ciudad de Melena del Sur era auxiliar de la Iglesia de Guara, el Excelentísimo Señor Manuel Arteaga Betancourt, Arzobispo de La Habana, emite un decreto mediante el cual ambas quedaron independientes.
- El 24 de mayo de 1959 la Ermita pasa a ser la Iglesia de Nuestra Señora del Rosario de Melena del Sur.

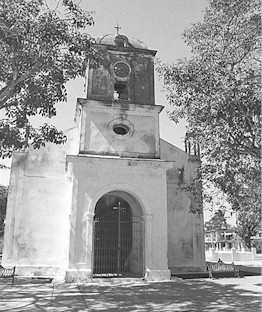
Vista externa de la Iglesia Católica de la Santisima Trinidad de Guara
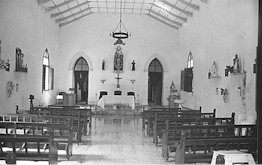
Interior de la Iglesia Católica de la Santisima Trinidad de Guara

## Iglesia Misionera de Dios
La propiedad de la superficie es adquirida el 4 de junio de 1951 por la God's Missionary Church (Iglesia Misionera de Dios) representada por la persona del Sr. William Sullivan de Xenia, estado de Ohio, según el escrito N.º 14 de 4 de junio de 1951.